# Aloe juvenna
Aloe juvenna é uma espécie de liliopsida do gênero Aloe, pertencente à família Asphodelaceae.